# 聖公會林肯教區
聖公會林肯教區（英語：Diocese of Lincoln）是英格蘭教會坎特伯雷教省下面的一個教區。成立於678年，1072年教座遷至林肯。
轄區包括林肯郡，座堂是林肯座堂，現任主教為克里斯多福·勞森。下分兩個副主教區、三個會吏長區及廿二個會吏區，管理515個堂區。